# Aleksandar Knežević
Aleksandar Knežević (en serbe : Александар Кнежевић), né le 26 décembre 1968 à Banja Luka en Yougoslavie (aujourd'hui en Bosnie-Herzégovine), est un joueur puis entraîneur de handball.

## Palmarès

### Club
Compétitions internationales
- Vainqueur de la Coupe de l'IHF (C3) (1) : 1991

Compétitions nationales
- Vainqueur de la Coupe de Yougoslavie (1) : 1992
- Vainqueur du Championnat de RF Yougoslavie (1) : 1999

### Équipes nationales
Yougoslavie
- médaille de bronze au Championnat du monde junior en 1989
- médaille d'argent aux Goodwill Games de 1990
- médaille d'or aux Jeux méditerranéens de 1991

 RF Yougoslavie
- médaille de bronze au Championnat d'Europe 1996
- 9e place au Championnat du monde 1997
- 4e place aux Jeux olympiques de 2000 à Sydney[1]